# Christian Dalmau
Christian Dalmau (ur. 25 sierpnia 1975) – portorykański koszykarz, występujący na pozycjach rozgrywającego oraz rzucającego obrońcy, olimpijczyk, uczestnik mistrzostw świata.
Pochodzi z koszykarskiej rodziny. W koszykówkę grali profesjonalnie jego bracia Richie Dalmau (ur. 1973), Ricardo Dalmau (ur. 1977), ojciec Raymond Dalmau (ur. 1948) oraz wujek Steve Dalmau. Wszyscy wymienieni reprezentowali kadrę Portoryko.

## Osiągnięcia
Drużynowe
- Mistrz[2]:
  - Portoryko (2009 - BSN)
  - Polski (2006, 2007)
- Wicemistrz Portoryko (2010)
- Zdobywca Pucharu Polski (2006)[2]
- 2. miejsce w Pucharze Polski (2007)
- Uczestnik rozgrywek:
  - TOP 16 Euroligi (2007)
  - TOP 8 Eurocup (2008)
  - ligi amerykańskiej (2013/2014 – 4. miejsce)

Indywidualne
- MVP:
  - sezonu ligi portorykańskiej (2004, 2010, 2011)
  - finałów ligi portorykańskiej (2009)
  - meczu gwiazd BSN (2004)
  - Pucharu Polski (2006)
- Zaliczony do:
  - I składu:
    - PLK (2007)
    - BSN (2001, 2004, 2009–2012)

  - II składu BSN (2005)
- Zwycięzca konkursu rzutów za 3 punkty ligi portorykańskiej (2002)
- Uczestnik:
  - meczu gwiazd PLK (2006)[2]
  - meczu gwiazd ligi portorykańskiej (2000, 2001, 2004, 2010–2012)[2]
  - konkursu rzutów za 3 punkty PLK (2006)
- Lider:
  - strzelców ligi portorykańskiej BSN (2004, 2010)
  - w asystach BSN (2001, 2010, 2011)
  - play-off PLK w liczbie asyst (2011)

Reprezentacja
- Mistrz Igrzysk Ameryki Środkowej i Karaibów (2010)
- Wicemistrz:
  - Ameryki (2009)[3]
  - Ameryki Środkowej (2004)[4]
  - Pucharu Marchanda (2009)
- Brązowy medalista:
  - mistrzostw Ameryki Środkowej (2006)[4]
  - Igrzysk Ameryki Środkowej i Karaibów (2014)[4]
- Uczestnik:
  - mistrzostw świata (2002 – 7. miejsce, 2006 – 17. miejsce)[3]
  - igrzysk olimpijskich (2004 – 6. miejsce)[3]
  - mistrzostw Ameryki (2001 – 4. miejsce, 2005 – 7. miejsce, 2009)[4]
- Lider Centrobasketu w asystach (2004)